# Samsung Galaxy S5 Active
Samsung Galaxy S5 Active là một điện thoại thông minh chạy hệ điều hành Android sản xuất bởi Samsung Electronics. Tương tự như Samsung Galaxy S5, nó có tính năng chống nước và chống bụi trên IP67 và thiết kế chống va đập được MIL 810G đánh giá.
S5 Active nó một vài khác biệt so với S5.

## Phát hành
Galaxy S5 Active được phát hành vào 30 tháng 5 năm 2014 trên AT&T.

## Liên kết
- Website chính thức